# Miodula
Miodula (miodunka, miodonka) – wódka na bazie miodu o zawartości alkoholu od 30 do 40%, wytwarzana na Śląsku Cieszyńskim i Żywiecczyźnie. 31 sierpnia 2006 wyrób ten został wpisany na Listę produktów tradycyjnych.